# Fraella
Fraella es una localidad perteneciente al municipio de Grañén, en los Monegros,  provincia de Huesca (Aragón). Situado en la Serreta, justo en el comienzo de la comarca de la comarca, Fraella está a 401 metros de altitud.

## Geografía
- Latitud: 41°57′0″ N
- Longitud: 0°16′59″ O

Según algunos estudios, el nombre de Fraella proviene de fragua, actividad a la que estaría dedicado el pueblo durante el Imperio romano. De acuerdo con esta teoría, la zona tendría gran importancia.
Caminando por el pueblo podemos ver el Castillo, roca en la que descansaría una fortaleza musulmana.
Lo que más llama la atención en la población es la iglesia. Ubicada en la parte más alta del pueblo, dominando todas las casas, esta construcción data del siglo XII, siendo de estilo románico.

## Lugares de interés

### Iglesia románica XII
La iglesia de Fraella se yergue en lo alto del pueblo, dominando todo el paraje. Dedicada a San Nicolás de Bari, es una obra románica del siglo XII. Es una construcción de piedra de sillar, bien trabajada, de pequeñas dimensiones. Las pequeñas reformas posteriores al siglo XII no afectaron a la esencia del edificio. En el interior hay pinturas del siglo XVIII y una sacristía gótica.
El presbiterio presenta un primer tramo estrecho que da paso al ábside semicircular, cuya cara exterior mira al Oriente y con un campanario que mira al Occidente, donde está el hastial de los pies de la iglesia, en la que se abre una ventana. En el muro del Evangelio, cara norte, esta el añadido de la sacristía, de forma rectangular y de estilo gótico, y en el paramento meridional o del lado de la Epístola tiene una ventana y la puerta de acceso.
La nave, tiene bóveda de cañón y está dividida en cuatro tramos mediante arcos fajones apuntados, que parten de una imposta que recorre todo el interior y apoyan en semicolumnas redondeadas y adosadas de capitel liso.
El ábside semicircular con bóveda de horno completamente restaurado, conserva el hueco, ahora tapado, de una ventana románica (vano de medio punto abocinado). En el muro queda el arranque de una escalera de piedra que rodeaba parte del ábside para llegar hasta un altar en alto de obra.
Desde la cabecera se accede a la sacristía por una puerta cuadrada, tiene una bóveda de crucería ojival, cuyos nervios salen de cada uno de los rincones y apoyan en un capitel sin ornamentos, ni columna, a tres metros del suelo. Ménsulas que a pesar de haber sido encaladas traslucen antiguas pinturas.
El coro se eleva a los pies, sostenido por un arco rebajado y con un frente decorado mediante un friso de motivos geométricos en relieve trabajados en estuco.
La portada abierta al mediodía en el penúltimo tramo, está adornada con tres arcos superpuestos (arquivoltas) de medio punto sin ornamentos. Sobre la puerta quedan los restos de un antiguo pórtico, hoy eliminado. En este mismo lado, estaba el cementerio, y una serie de mesulones recorre la iglesia bajo el alero.
Una vez dentro, encima de la puerta dos ángeles sostienen un rótulo con los años 1748 y 1878, el primero el año en que se pintó el interior, y el segundo, posiblemente, una restauración.
La decoración mural es de factura popular que ocupa arcos y bóvedas a partir de la línea de impostas. A base de grisalla, rojo y amarillo, la techumbre se cubre de casetones con flores en su interior, en el arco de ingreso al presbiterio y en el casquete aparecen máscaras y guirnaldas de flores y lazos, mientras los arcos fajones muestran otro tipo de motivos como roleos vegetales que surgen de bocas de animales fantásticos.
Por debajo, el resto de la decoración se pintó en 1996, imitando la pintura existente en los arcos del coro, a base de trazos que sugieren vetas de mármol. Así se borraron de las capillas algunas pinturas porque no correspondían al periodo de creación del resto
A los lados de la nave, entre las columnas, se abrieron en el siglo XIV cuatro capillas: Cristo crucificado, la Virgen del Pilar (regalo de Don Doroteo, como la cruz del Saso), la Inmaculada y Santa Quiteria. Con dos frontales de altar de madera, regalos de la familia Bruis ( Mª Benede) y Pertusa (1781) todo de escaso valor.

## Rutas desde Fraella

### Ruta de la serreta
Esta ruta ha sido señalizada por la Comarca de los Monegros, comienza en Fraella las primeras señales las encontramos en la báscula junta a la carretera Marcen y el canal, sube por Trascorrales a la pista continuando por el camino del Saso, dejamos a la izquierda la covacha, las bodegas o cubos y la cruz, un poco más adelante tenemos la piedra de los deseos, subimos el mayor desnivel de la ruta cruzando por la Peña partida, llegando al Saso nos encontramos una señal que nos indica el camino de la izquierda, seguimos el camino hasta el siguiente cruce que igual que el anterior tenemos otra señal que indica el camino de la izquierda. Después de caminar un rato siguiendo el camino, en el lado izquierdo junto al camino observamos un cartel explicativo de la Ruta, y una señal de dirección que nos indica el sendero que trascurre por el acantilado de la serreta,  siguiendo las señales de madera indicadoras de dirección y balizas color verde (base) y amarillo-naranja (superior).en las piedras, nos guiaran por el mirador de la buitrera, tozal del Saso, la raja de miramiel, el Anfiteatro del Rincón de Aguasca, y tozal de la Sarda, desde el acantilado observamos un estupendo paisaje, llegado el punto la señalización nos indica el regreso un poco más alejado del acantilado para volver a caminar por el sendero de la ida.
Más información:http://www.fraella.com/drupal/content/ruta-de-la-serreta-de-fraella

### Ruta paisaje de torrollones
Esta ruta empieza en Piraces y termina en Sodeto pasando por FRAELLA.
Descripción: La Naturaleza ha cincelado con el paso del tiempo un insólito paisaje en la zona denominada La Serreta, al sur de Huesca. Es el terreno que enlaza la parte más meridional de la Plana oscense con las estepas monegrinas. Las rocas quebradas, los cerros solitarios y los torrollones –enormes rocas que desafían el paso del tiempo con su inverosímil verticalidad- hacen esta zona muy atractiva. La mano humana, mientras, suaviza el paisaje con la agricultura de regadío. Además, su historia tiene como elemento destacado la presencia de la cultura islámica. Diferentes yacimientos nos hablan del control militar sobre unas tierras dedicadas a la agricultura y la ganadería. Podemos comenzar el viaje en Piracés, con su Peña Mediodía, sede hace mil años de una de esos destacamentos militares musulmanes. Su pozo fuente nos habla de la centenaria lucha del hombre por lograr el agua. En Tramaced, el paisaje y la historia aportan nuevos elementos a este viaje que tiene en la ermita de la Virgen del Puyal un excelente mirador. En Fraella y Marcén, el Canal del Flumen marca una línea azul que separa el regadío y el secano. Un poblado islámico en esta última localidad depara continuas y agradables sorpresas a los arqueólogos. En Alberuela de Tubo, la fortaleza musulmana domina la localidad y tiene una ermita dedicada a la Virgen del Castillo. La dilatada llanura, desde las estribaciones de La Serreta, enlaza con la última etapa del viaje: Sodeto. Es un pueblo de colonización que ha sabido incorporar un parque de aventura –La Gabarda- a un paisaje marcado por la huella del hombre a través de los siglos. Olivos centenarios y risas de los más jóvenes en un espacio antaño desierto y ahora con una original oferta de ocio.
Enlace a web gps.huescalamagia.es descripción de la Ruta
Más información:http://www.fraella.com/drupal/content/ruta-de-los-torrollones

### Ruta El Mobache y las cías
El mobache y las cías, en Marcén y Fraella
Localidad y Punto de Salida: Fraella
Modo de Acceso: senderismo
Dificultad: baja-media
Distancia aproximada: 3,5 km.
Desnivel: se bordea un acantilado, por lo que se debe extremar la precaución
Duración del recorrido: 3 horas
Tipo de Señalización: señales de madera indicadoras de dirección y balizas color verde (base) y amarillo-naranja (superior).
El itinerario comienza en la localidad de Fraella, donde encontraremos señales indicativas que nos llevarán, pasando por curiosas bodegas excavadas en la montaña, hasta el punto en el que comienza la parte senderista de la ruta. Ésta nos llevará hacia el anfiteatro del Rincón de Aguasca, que presenta unos magníficos escarpes y curiosos tozales. Estos siguen el borde de la extensa plataforma de arenisca desde la que se contemplan excelentes panorámicas.
Desde allí se divisa la amplia extensión de regadío que se aprecia al sur y hasta la sierra de Alcubierre. Observamos el Mobache (formación geológica en Marcén) que se eleva sobre el embalse conocido como “pantano del Torrollón” y siguiendo el recorrido circular, volvemos al punto de partida.
Al hacer esta ruta, se recomienda visitar el Yacimiento Musulmán de Las Cías situado en Marcén y perfectamente indicado desde esta localidad. Podemos observar restos de un poblado musulmán en una extensión de media hectárea que nos permite investigar la forma de vida de una comunidad campesina a lo largo de los siglos X y XI. Destaca la mezquita datada en el siglo X de época califal. Los habitantes de este pueblo dependían de la Fortaleza de Gabarda (explicada en otra de las Rutas propuestas). 
Nota: texto extraído de Documento pdf Folleto rutas senderistas por los Monegros de www.losmonegros.com
Más información:http://www.fraella.com/drupal/content/el-mobache-y-las-c%C3%AD-en-marc%C3%A9n-y-fraella

## Fiestas
Las Fiestas Mayores se celebran el 24 de agosto, en honor a San Bartolomé, son las fiestas que más atraen a los que emigraron, y a más visitantes de los pueblos de alrededor.Son Fiestas que se combina la tradición con diversión, en las que todo el mundo participa desde el más pequeño al más mayor, la misa de los mozos o la del día de San Bartolomé, los bailes, las cenas. etc.
Las Fiestas de Semana Santa, que antes se celebraba cena popular y balile, ha quedado reducida a la cena popular y las habituales celebraciones religiosas. El lunes de Pascua se realiza una romería a Sesa en honor a la Virgen de la Jarea.
Se celebran varias fiestas en las que se junta todo el pueblo, en las que tradición y amistad están por un igual:La hoguera de San Fabián, santa Águeda, cena de la Asociación de Amas de casa, viaje del Pueblo

## Historia

### Guerra civil española
La proximidad de Fraella a la población de Grañén, hizo de este pequeño lugar un objetivo escasamente codiciado por las tropas sublevadas, más preocupadas por el nudo de comunicaciones que significó Grañén y por el hecho de abastecer por ferrocarril las despensas y los polvorines del frente. En Fraella apenas cayó ninguna bomba ni se produjeron hechos de guerra hasta la caída del frente de Aragón y el avance de las tropas franquistas en dirección a Cataluña. 
Por Fraella pasaron las columnas de Durruti, primero y la Carlos Marx, más tarde. Algunos efectivos de esta formación integrada por fuerzas de UGT y del PSUC recalaron en el lugar, aunque la convivencia con los vecinos fue de todo punto armónica y sin sobresaltos, incluso con algunos tenidos por simpatizantes de la derecha. 
El auténtico hecho de guerra ocurrido en Fraella tuvo lugar el 23 de marzo de 1938, cuando las tropas sublevadas tomaron Grañén y prosiguieron su avance hacia el Mediterráneo. El ejército republicano quiso frenar la oleada franquista haciéndose fuerte en la sierra donde tenían previsto colocar algunas piezas de artillería, pero para ello necesitaban contener al enemigo y Fraella era un buen punto, ya que desde la localidad se domina una amplia plana que necesariamente debían atravesar las tropas. Una ametralladora se dispuso en la torre de la iglesia y otra en un punto próximo al castillo, en la conocida como «subida mala», dos enclaves estratégicos desde los que hacer fuego. Durante toda la mañana de aquella dura jornada dispararon las ametralladoras miles de cartuchos que, pese a todo, no fueron suficientes para contener el avance. 
En el campo de batalla quedaron casi una treintena de muertos del bando sublevado y un sinnúmero de heridos. 
En el cementerio local se abrió una gran zanja en la que fueron enterrados con botellas conteniendo los datos de identificación de cada uno de los cadáveres. Nada recuerda hoy el punto del camposanto de Fraella donde se procedió a la inhumación, pero algunos testigos señalan inequívocamente el lugar. Entre las tropas leales no hubo bajas, pero sí se hicieron cinco prisioneros, precisamente los tiradores de la torre de la iglesia y los servidores de la pieza quienes fueron copados y detenidos. El jefe de las tropas franquistas al día siguiente ordenó el fusilamiento de estos soldados que cayeron muertos a pocos metros del casco urbano, en el lugar denominado «El Plantero», junto a la arboleda de Peña. Tampoco hay hito alguno que determine el lugar donde se ubica la fosa anónima. 
Las tropas victoriosas tomaron posesión de Fraella instalándose en la localidad y abriendo a patadas los domicilios de las muchas familias que habían salido huyendo del pueblo. El vino corrió literalmente por las calles, ya que las dos enormes cubas que se guardaban en el refugio que era bodega, fueron reventadas en medio de la euforia desatada en el ejército de Franco tras la conquista del pequeño poblado. 